# Манфреди, Иосиф Игнатьевич
Иосиф (Осип) Игнатьевич Манфреди (Иозеф Игнаций Август) (1778—1816) — воинский начальник инженерных войск Вооружённых сил Российской империи, инженер-генерал-майор (1813 год).

## Биография
Родился в 1778 году.
22 августа 1804 года был принят из пьемонтской службы на Русскую службу капитаном и определён в морскую артиллерию. Состоял при морском министре П. В. Чичагове.
В 1807 году в чине капитана 3-го ранга находился на эскадре вице-адмирала Д. Н. Сенявина в Средиземном море, за отличие в Афонском морском сражении был награждён орденом Св. Георгия 4-й степени. Затем был переведён в Корпус инженеров путей сообщения. 18 декабря 1811 года был произведён в полковники.
С 23 апреля 1812 года Манфреди — директор военных сообщений 1-й Западной армии (2.7.1812 в его распоряжение были переданы понтонные роты). По распоряжению М. И. Кутузова был командирован в Тверь к исправляющему должность Главного директора путей сообщения генералу Ф. П. Деволану. В Бородинской битве командовал 2-й бригадой Корпуса инженерных путей сообщения, занимавшейся исправлением дорог (награждён орденом Св. Анны 2-й степени с алмазами).
В кампанию 1813 года был в сражении при Баутцене, в сентябре — декабре того же года находился при осаде Данцига. Был произведён в инженер-генерал-майоры, участвовал в подписании акта о капитуляции Данцига. За отличия в кампании 1814 года награждён орденом Св. Георгия 3-го класса.
После окончания военных действий Иосиф Игнатьевич Манфреди был начальником 7-го округа путей сообщения, который содержал в себе «отчасти губернии Минскую и Могилевскую, губернию Витебскую, часть Виленской и губернии Курляндскую, Лифляндскую и Эстляндскую».
Как следует из рапорта исполняющего должность Главного директора путей сообщения инженер-генерала Деволана от 7 июля 1816 года:

«Начальник VII-го округа путей сообщения инженер-генерал-майор Манфреди после восьмидневной болезни 23-го числа минувшего июня месяца Божиею волею помре».

## Награды
- Награждён орденами Св. Георгия 4-й степени (№ 1809 (795); 9 сентября 1807) и 3-й степени (№ 376, 9 августа 1814).
- Награждён также орденами Св. Анны 2-й степени с алмазами, Св. Владимира 3-й степени и сардинским орденом Св. Маврикия и Лазаря.